# カルメル宣教修道女会
カルメル宣教修道女会はカトリック教会、カルメル会第3会の女子活動修道会。

## 沿革
この修道会は1860年、カルメル会士フランシスコ・パラウによって創立され、カルメル会の精神に則り宣教、教育、医療などに携わりスペインをはじめアジア、アフリカ、アメリカなど全世界にわたって活動している。なお、パラウは1988年、列福され、1936年から1939年にかけてのスペイン内戦で同会所属の修道女4名が殉教し、2007年に列福された。